# 圖爾坎縣
0°48′42″N 77°43′7″W / 0.81167°N 77.71861°W
圖爾坎縣（西班牙語：Cantón Tulcán），是厄瓜多爾的縣份，位於該國北部，由卡爾奇省負責管轄，始建於1851年4月11日，面積1,801平方公里，海拔高度2,500米，2014年普查人口總數為95,201人，人口密度每平方公里52.86人。